# 5323 Fogh
5323 Fogh eller 1986 TL4 är en asteroid i huvudbältet, som upptäcktes 13 oktober 1986 av den danske astronomen Poul Jensen vid Brorfelde-observatoriet. Den är uppkallad efter den danske astronomen Hans Jørn Fogh Olsen.
Den har den diameter på ungefär 5 kilometer och den tillhör asteroidgruppen Nysa.